# Liste der Staatsoberhäupter 1197
Übersicht
◄◄ | ◄ | 1193 | 1194 | 1195 | 1196 | Liste der Staatsoberhäupter 1197 | 1198 | 1199 | 1200 | 1201 | ► | ►►

Weitere Ereignisse

## Afrika
- Ägypten (Ayyubiden)
  - Sultan: Al-Malik (1193–1200)

- Äthiopien
  - Kaiser (Negus Negest): Na’akueto La’ab (1159–1207)

- Marokko (Almohaden)
  - Kalif: Yaʿqūb al-Mansūr (1184–1199)

- Kanem
  - König: Salmama II. (1176–1203)

## Asien
- Bagan
  - König: Narapatisithu (1173–1210)

- Champa
  - König: Surya Jayavarmadeva von Vijaya (1192–1203)

- China
  - Jin-Dynastie (in Nordchina)
    - Kaiser: Zhāngzōng (1190–1208)

  - Nördliche Song
    - Kaiser: Ningzong: (1194–1224)

  - Xi Xia
    - Kaiser: Huánzōng (1193–1206)

- Georgien
  - Königin: Tamara (1184–1213)

- Ghuriden (in Afghanistan und Nordindien)
  - Sultan: Ghiyath ud-Din Muhammad (1162–1203)

- Indien
  - Westliche Chalukya (in Westindien)
    - König: Someshvara IV. (1183–1200)

  - Chola (in Südindien)
    - König: Kulothunga Chola III. (1178–1218)

  - Hoysala (im heutigen Karnataka)
    - König: Vira Ballala II. (1173–1220)

  - Pandya (in Südindien)
    - König: Jatavarman Kulasekara Devan (1180–1216)

- Iran (Choresmier)
  - Sultan: Aladdin Takesch (1172–1199)

- Japan
  - Kaiser: Go-Toba (1183–1198)
  - Shōgun (Kamakura): Minamoto no Yoritomo (1192–1199)

- Kalifat der Abbasiden
  - Kalif: an-Nasir (1180–1225)

- Kara Kitai
  - Khan: Yelü Zhilugu (1178–1211)

- Kambuja (Khmer)
  - König: Jayavarman VII. (1181–1220)

- Kleinarmenien
  - Fürst: Leo II. (1187–1219) (ab 1198 König)

- Korea (Goryeo-Dynastie)
  - König: Myeongjong (1170–1197)
  - König: Sinjong (1197–1204)

- Kreuzfahrerstaaten
  - Königreich Jerusalem
    - Königin: Isabella I. (1192–1205)
    - König: Heinrich I. (1192–1197) (de iure uxoris)
    - König: Amalrich II. (1197–1205) (de iure uxoris)

  - Fürstentum Antiochia
    - Fürst: Bohemund III. (1163–1201)

  - Grafschaft Tripolis
    - Graf: Bohemund IV. (1189–1233)

- Ryūkyū-Inseln
  - König: Shunten (1187–1238)

- Seldschuken
  - Rum-Seldschuken
    - Sultan: Suleiman II. (1196–1204)

- Vietnam (Lý-Dynastie)
  - Kaiser: Lý Long Trát (1175–1210)

## Europa
- Bulgarien
  - Zar: Peter IV. (1186–1197)
  - Zar: Kalojan (1197–1207)

- Byzantinisches Reich
  - Kaiser: Alexios III. Angelos (1195–1203)

- Dänemark
  - König: Knut VI. (1182–1202)

- England
  - König: Richard Löwenherz (1189–1199)

- Frankreich
  - König: Philipp II. August (1180–1223)
  - Angoulême
    - Graf: Aymar (1186–1202)

  - Anjou
    - Graf: Richard Löwenherz (1189–1199)

  - Aquitanien
    - Herzogin: Eleonore von Aquitanien (1137–1204)
    - Herzog: Otto IV. von Braunschweig (1196–1198)

  - Armagnac
    - Graf: Géraud IV. (1193–1215)

  - Auvergne (Grafschaft)
    - Graf: Guido II. (1195–1224)

  - Auvergne (Dauphiné)
    - Dauphin: Robert I. (1169–1234)

  - Auxerre
    - Gräfin: Mathilde von Courtenay (1192–1257)

  - Bar
    - Graf: Theobald I. (1190–1214)

  - Blois
    - Graf: Ludwig (1191–1205)

  - Boulogne
    - Gräfin: Ida von Elsass (1173–1227)
    - Graf: Rainald I. von Dammartin (1191–1227) (de iure uxoris)

  - Bourbon
    - Herrin: Mathilde (Mahaut) I. (1171–1228)
    - Herr: Guido II. von Dampierre (1196–1216) (de iure uxoris)

  - Bretagne (1196–1198 von Richard Löwenherz besetzt)
    - Herzogin: Konstanze (1166–1201)
    - Herzog: Arthur (1187–1203) (1187–1201 Regentschaft seiner Mutter Konstanze)

  - Burgund (Herzogtum)
    - Herzog: Odo III. (1192–1218)

  - Burgund (Freigrafschaft)
    - Pfalzgraf: Otto I. (1190–1200)

  - Carcassonne
    - Vizegraf: Raimund-Roger Trencavel (1194–1209)

  - Chalon-sur-Saône
    - Graf: Wilhelm III. (1174–1203)

  - Champagne
    - Graf: Heinrich II. (1181–1197)
    - Graf: Theobald III. (1197–1201)

  - Chartres
    - Graf: Ludwig (1191–1205)

  - Clermont
    - Graf: Ludwig (1191–1205)

  - Comminges
    - Graf: Bernard IV. (1176–1225)

  - Dauphiné
    - Gräfin: Beatrix (1162–1228)

  - Dreux
    - Graf: Robert II. der Jüngere (1184–1218)

  - Eu
    - Gräfin: Alice (1191–1246)
    - Graf: Rudolf I. (1194–1219)

  - Foix
    - Graf: Raimund Roger (1188–1223)

  - Forcalquier
    - Graf: Wilhelm IV (1149–1209)

  - Forez
    - Graf: Guigues II. (1138–1198)

  - Guînes
    - Graf: Balduin II. (1169–1205)

  - Limoges
    - Vizegraf: Adémar V. (1148–1199)

  - Mâcon
    - Graf: Wilhelm IV. (1184–1224)

  - Maine
    - Graf: Richard Löwenherz (1189–1199)

  - Marche
    - Graf: Hugo IX. von Lusignan (1172–1219)

  - Nantes
    - Graf: Arthur (1196–1203)

  - Narbonne
    - Vizegraf: Pierre de Lara (1192–1202)

  - Nevers
    - Gräfin: Mathilde von Courtenay (1192–1257)

  - Normandie
    - Herzog: Richard Löwenherz (1189–1199)

  - Orange
    - Fürst: Wilhelm IV. (1182–1219)

  - Penthièvre
    - Graf: Gottfried III. (1164–1205)

  - Périgord
    - Graf: Elie V. (1166–1205)

  - Poitou
    - Gräfin: Eleonore von Aquitanien (1137–1204)

  - Provence
    - Graf: Alfons II. (1185–1209)

  - Rethel
    - Graf: Manasse IV. (1171–1199)

  - Rodez
    - Graf: Hugo II. (1159–1208)
    - Graf: Wilhelm (1196–1208)

  - Rouergue
    - Graf: Raimund VI. (1194–1222)

  - Saint-Pol
    - Graf: Hugo IV. (1175–1205)

  - Sancerre
    - Graf: Wilhelm (1191–1218)

  - Soissons
    - Graf: Raoul I. (1180–1235/37)

  - Tonnerre
    - Gräfin: Mathilde von Courtenay (1192–1257)

  - Toulouse
    - Graf: Raimund VI. (1194–1222)

  - Uzès
    - Herr: Raymond Rascas d'Uzès (1181–1209)

  - Vaudémont
    - Graf: Hugo II. (1188–1242)

  - Vendôme
    - Graf: Burchard IV. (1180–1202)

- Heiliges Römisches Reich
  - König: Heinrich VI. (1190–1197) (ab 1191 Kaiser)
  - weltliche Fürstentümer
    - Altena
      - Graf: Friedrich (1180–1198)

    - Anhalt
      - Fürst: Bernhard (1170–1212)

    - Baden
      - Markgraf: Hermann V. (1190–1243)

    - Bayern
      - Herzog: Ludwig I. der Kelheimer (1183–1231)

    - Berg
      - Graf: Adolf III. (1189–1218)

    - Böhmen
      - Herzog: Heinrich Břetislav III. (1193–1197)
      - Herzog: Vladislav Heinrich (1197)
      - Herzog: Ottokar I. (1192–1193) (1197–1230) (ab 1198 König)

    - Brabant und Niederlothringen
      - Herzog: Heinrich I. (1183–1235) (ab 1190 in Niederlothringen)

    - Brandenburg
      - Markgraf: Otto II. (1184–1205)

    - Flandern
      - Graf: Balduin IX. (1194–1205)

    - Geldern
      - Graf: Otto I. (1182–1207)

    - Hennegau
      - Graf: Balduin VI. (1195–1205)

    - Hohenzollern
      - Graf: Friedrich III. (1142–1200)

    - Holland
      - Graf: Dietrich VII. (1190–1203)

    - Holstein
      - Graf: Adolf III. (1164–1203)

    - Jülich
      - Graf: Wilhelm II. (1176–1207)

    - Kärnten
      - Herzog: Ulrich II. (1181–1202)

    - Kleve
      - Graf: Dietrich III./V. (1173–1202)

    - Lausitz
      - Markgraf: Konrad II. von Landsberg (1190–1210)

    - Limburg
      - Herzog: Heinrich III. (1167–1221)

    - Lippe
      - Herr: Hermann II. (1196–1229)

    - Lothringen (Herrscherliste)
      - Niederlothringen siehe Brabant
      - Oberlothringen
        - Herzog: Simon II. (1176–1206)

    - Luxemburg
      - Gräfin: Ermesinde II. (1197–1247)

    - Mecklenburg
      - Fürst: Heinrich Borwin I. (1178–1227)

    - Markgrafschaft Meißen (1195–1198) von Kaiser Heinrich VI. eingezogen
    - Namur
      - Graf: Philipp I. (1196–1212)

    - Nassau
      - Graf: Walram I. (1154–1198)

    - Nürnberg
      - Burggraf: Friedrich I. (1191–1200)

    - Oldenburg
      - Oldenburg
        - Graf: Moritz I. (1167–1209)

      - Wildeshausen
        - Graf: Heinrich II. (1167–1198)

    - Ortenberg
      - Graf: Heinrich I. (1186–1241)

    - Österreich
      - Herzog: Friedrich I. (1194–1198)

    - Pfalz
      - Pfalzgraf: Heinrich I. der Ältere von Braunschweig (1195–1212)

    - Pommern
      - Demmin
        - Herzog: Kasimir II. (1187–1219/20)

      - Stettin
        - Herzog: Bogislaw II. (1187–1220)

    - Ravensberg
      - Graf: Hermann (um 1175–1220)

    - Saarbrücken
      - Graf: Simon II. (1182–1207)

    - Sachsen
      - Herzog: Bernhard III. (1180–1212)

    - Steiermark
      - Herzog: Leopold VI. (1194–1230)

    - Thüringen
      - Landgraf: Hermann I. (1190–1217)

    - Tirol
      - Graf: Albert III. (1190–1253)

    - Veldenz
      - Graf: Gerlach III. (1189–1214)

    - Waldeck
      - Graf: Hermann III. (1185–1223)

    - Weimar-Orlamünde
      - Graf: Siegfried III. (1176–1206)

    - Württemberg
      - Graf: Hartmann I. (1181–1240)
      - Graf: Ludwig III. (1194–1241)

    - Zähringen
      - Herzog: Berthold V. (1186–1218)

    - Zweibrücken
      - Graf: Heinrich I. (1182–1237)

- Italien
  - Ferrara
    - Podestà: Azzo VI. d'Este (1193–1212)

  - Kirchenstaat
    - Papst: Coelestin (1191–1198)

  - Montferrat
    - Markgraf: Bonifatius I. (1187–1207)

  - Saluzzo
    - Markgraf: Manfred II. (1175–1215)

  - Savoyen
    - Graf: Thomas I. (1189–1233)

  - Sizilien
    - Königin: Konstanze (1194–1198)
    - König: Heinrich VI. (1194–1197) (iure uxoris)

  - Venedig
    - Doge: Enrico Dandolo (1192–1205)

- Norwegen
  - König: Sverre Sigurdsson (1184–1202)

- Polen
  - Seniorherzog: Leszek I. der Weiße (1194–1198) (1206–1210) (1211–1227)
  - Pommerellen
    - Herzog: Sambor I. (1187–1207)

- Portugal
  - König: Sancho I. (1185–1211)

- Russland
  - Wladimir
    - Großfürst: Wsewolod III. (1176–1212)

- Schlesien
  - Niederschlesien (Breslau)
    - Herzog: Boleslaw I. der Lange (1163–1201)

  - Oberschlesien (Oppeln-Ratibor)
    - Herzog: Mieczislaw (Mesko) III. (1163–1211)

- Schottland
  - König: Wilhelm I. (1165–1214)

- Schweden
  - König: Sverker II. der Jüngere (1196–1208)

- Serbien
  - König: Stefan Nemanjić (1196–1227)

- Spanien
  - Almohaden: siehe Afrika
  - Aragon
    - König: Peter II. (1196–1213)

  - Cerdanya
    - Graf: Sancho (1168–1223)

  - Galicien
    - König: Alfons IX. (1188–1230)

  - Kastilien
    - König: Alfons VIII. (1158–1214)

  - León
    - König: Alfons IX. (1188–1230)

  - Navarra
    - König: Sancho VII. (1194–1234)

  - Urgell
    - Graf: Armengol VIII. (1184–1208)

- Ungarn
  - König: Emmerich (1196–1204)

- Zypern
  - König: Amalrich I. (1194–1205)